# أويتا (محافظة)
محافظة أويتا (باليابانية: 大分県 أويتا-كِن) هي إحدى محافظات اليابان، تقع جنوبي البلاد في جزيرة كيوشو. عاصمتها مدينة أويتا.

## تاريخ
محافظة أويتا كانت سابقاً عبارة عن مقاطعتين هما بونغو وبوزين التي دمجت بعد إصلاح ميجي وتحولت إلى محافظة أويتا المعروفة اليوم.

## مدن
- بيبو
- بونغو-أونو
- بونغوتاكادا
- هيتا
- كيتسوكي
- كونيساكي
- ناكاتسو
- أويتا
- سايكي
- تاكيتا
- تسوكومي
- أوسا
- أوسوكي
- يوفو

## أعلام
- سوناو تاوارا

## اقرأ أيضا
- حركة منتج واحد لقرية واحدة